# Mathieu Kérékou
Mathieu Kérékou, eller Ahmed Kérékou, född 2 september 1933 i Kouarfa i Benin, död 14 oktober 2015 i Cotonou, var president i Benin åren 1972-1991 och 1996-2006. 

## Biografi
Kérékou tog makten i Benin genom en militärkupp den 26 oktober 1972. 1991 hölls det första flerpartival som han förlorade, men 1996 vann han valet och blev åter president. År 2001 omvaldes han för en ny femårsperiod som president. 2006 förlorade han valet och Yayi Boni blev president.
Kérékou blev känd för sina många politiska metamorfoser beroende på strömningarna i världen. 1972, vid statskuppen i Benin, anslöt han sig till marxism-leninism, 1976 införde han i landet kollektivt jordbruk enligt maoistisk ideologi, 1980 under inflytande av Libyens Muammar al-Gaddafi omvändes han till islam och började kalla sig Ahmed, och 1996 blev han "pånyttfödd kristen", igen med namnet Mathieu, och frimarknadsförespråkare.
Fram till 1991, då han tvingades från makten efter landsomfattande protester, hade han och hans inre cirkel lyckats plundra statsfinanserna på minst en halv miljard dollar, varvid tre statliga banker gick omkull.